# Свіслоч (притока Березини)
Сві́слоч (біл. Свіслач вимовляється [ˈɕvisɫaʧ] ( прослухати) ) — річка в Білорусі (Мінська область), права притока річки Березина (басейн Дніпра).

## Географія
Свіслоч починається на Мінській височині, на південних схилах гори Маяк (334 м над рівнем моря), на головному європейському вододілі, за 39 км на північний захід від Мінська в селі Шаповали, Мінський район. Тече на південний схід по Центральноберезинській рівнині. Впадає в Березину біля села Свіслоч, Осиповицький район, Могильовська область.
У Свіслочі багато приток, найбільшими з яких є Волма і Талька, на території Мінська — Неміга, Лошиця (праві) і Сліп'янка (ліва). У 1976 з'єднана з річкою Вілія (басейн Німана) за допомогою Вілейсько-Мінської водної системи, у результаті чого її повноводність у верхів'ї зросла в десятки разів.
Середня витрата води за 88 км від гирла 24,3 м³/сек. Стік зарегульований водосховищами найбільшим з яких є Заславське («Мінське море», площа 31 км², 212 м.нрм) і Осиповицьке (11,9 км²). Замерзає зазвичай у грудні, скресає в березні — початку квітня.
На Свіслочі розташовані місто Мінськ і Осиповицька ГЕС, найбільша в Білорусі. У минулому використовувалася для рибальства, судноплавства і сплаву лісу, у наш час[коли?] має, в основному, обмежене рекреаційне значення (лише у верхній течії, тому що в Мінську і нижче за течією річка сильно забруднена комунальними і промисловими відходами), а також як джерело технічного водопостачання підприємств Мінська.

## Сучасний стан
Зараз Свіслоч органічно вбудована в культуру міста на відміну від річки Неміга,  яку часто називають символом Мінська. Але в 1955 році Неміга була замурована під землю і з того часу про неї нагадують одна з центральних вулиць і станція метрополітену (станція Неміга).